# Бурлински район
Бурлински район (на казахски: Бөрлі ауданы) е съставна част на Западноказахстанска област, Казахстан, обща площ 5319 км2 и население 56 553 души (по приблизителна оценка към 1 януари 2020 г.). Административен център е град Аксай.